# Javeim Blanchette
Javeim Blanchette (chinesisch 爵加 曼, * 29. September 1991 in Old Road Town) ist ein Fußballspieler von St. Kitts und Nevis.

## Karriere

### Klub
Er begann seine Karriere ab der Saison 2007/08 beim St. Paul’s United FC, wo er bis zur Folgesaison verlieb. 2009 und 2010 spielte er in den USA am Elizabethtown College. Für zwei Jahre wechselte er zur Saint Leo University. Zur Saison 2013/14 kehrte er zu St. Pauls zurück. 2014/15 wechselte er zu den Cayon Rockets, mit denen er in drei Spielzeiten zweimal die Meisterschaft gewann. Seine Zeit danach ist unbekannt. Seit September 2020 ist er Teil des taiwanesischen Klubs FC Kaohsiung in der dortigen zweiten Liga.

### Nationalmannschaft
Nach der U20, hatte er seinen ersten Einsatz für die A-Nationalmannschaft am 12. Juli 2009, bei einer 2:3-Freundschaftsspielniederlage über Trinidad und Tobago. Hier wurde er in der 88. Minute für Shashi Isaac eingewechselt. Danach folgte im nächsten Spiel gegen Jamaika gleich ein weiterer kurzer Einsatz. Ein Freundschaftsspiel am 3. März 2012 gegen Antigua und Barbuda war sein dritter Einsatz. 2016 kam er mehrfach zum Zug, sein bislang letztes Spiel war am 7. Mai 2017 zuhause gegen Barbados.